# Top Hits
Top Hits è la prima raccolta di successi della cantante messicana Paulina Rubio, pubblicata nel 2000 dalla EMI Records.
Le ultime due tracce sono inserite solo nella versione messicana del disco.

## Tracce
1. Mío – 3:44
2. Amor de mujer – 3:53
3. Sabor a miel – 3:33
4. Nieva, nieva – 3:32
5. El me engaño – 4:09
6. Asunto de dos – 3:41
7. Te daria mi vida – 4:14
8. Nada de ti – 3:31
9. Hoy te deje de amar – 3:55
10. Solo por ti – 4:16
11. Enamorada – 3:29
12. Siempre tuya desde la raiz – 4:40
13. Besame en la boca – 3:53
14. Sera entre tu y yo – 4:19
15. MegaHits (Radio Version) – 4:48
16. MegaHits (Extended Version) – 8:56